# 島原七不思議
島原七不思議（しまばらななふしぎ）または嶋原七不思議は、京都市の花街島原（嶋原）に伝えられている七不思議の一つ。一種の駄洒落で怪談めいたものではない。

## 内容
入り口を出口といい
「大門」のある島原への入り口は「出口」と呼ばれていた。大門横の柳の木は「出口の柳」大門は「出口の門」
堂もないのに「どうすじ」（道筋・堂筋）という
お堂があるわけでもないのに「どうすじ」。島原廓内の中央を東西に通じる大通り。メインストリートである
下へ行くのを上之町
町の名と方向が逆。
上へ行くのを下之町
同じく町の名と方向が逆。
橋もないのに端女郎
「端女郎」は島原の女性のランク。橋の側に住んでいるわけでもないのに「はしじょろう」
社もないのに天神様
「天神」は同じくランク。最上級の「太夫」に準じた。神社に祀られる「天神様」にひっかけてある
語りもせんのに太夫さん
「太夫」は島原最上級の女性。「太夫（大夫）」が浄瑠璃語りの芸人の敬称でもあることにひっかけてある